# Emma Meesseman
Emma Meesseman (Ypres, 13 maggio 1993) è una cestista belga, professionista nella WNBA.

## Carriera
È stata selezionata dalle Washington Mystics al secondo giro del Draft WNBA 2013 (19ª scelta assoluta).
Con il Belgio ha disputato due edizioni dei Giochi Olimpici (2020, 2024), due edizioni dei mondiali (2018, 2022) e cinque edizioni dei Campionati europei (2017, 2019, 2021, 2023, 2025).

## Palmarès

### Squadra
- Campionato WNBA: 1

Washington Mystics: 2019

### Individuale
- WNBA Finals Most Valuable Player (2019)
- Miglior tiratrice da tre punti WNBA (2016)
- MVP Europei: (2023, 2025)